# Miacinae
Los Miacinos son una subfamilia de los Miacidos, los cuales vivieron hace 33.000.000 de años. Estos animales, al igual que sus hermanos Viverridae, son considerados miembros basales de la orden Carnivora. los miacinos tenían un completo juego de molares, lo cual es una de las características que los distinguían de los viverridae, que tenían un juego de molares más reducido. Los Miacinos concretamente evolucionaron a los caniformes, mientras que los viverridae hicieron lo propio a los feliformes.

## Taxonomía
- Familia Miacidae†
  - Subfamilia Miacinae†
    - Género Eosictis
    - Género Messelogale[2]
    - Género Miacis
    - Género Miocyon
    - Género Oodectes
    - Género Palaearctonyx
    - Género Paramiacis
    - Género Paroodectes
    - Género Procynodictis[3][4]
    - Género Prodaphaenus
    - Género Quercygale[5]
    - Género Tapocyon
    - Género Uintacyon
    - Género Vassacyon
    - Género Vulpavus
    - Género Xinyuictis
    - Género Ziphacodon